# Платформа 2
«Платфо́рма 2» (исп. El hoyo 2) — испанский научно-фантастический фильм с элементами ужасов, снятый Гальдером Гастелу-Уррутией. Приквел картины 2019 года «Платформа». Главные роли исполнили Милена Смит и Ховик Кеучкерян. Премьера состоялась 4 октября 2024 года на потоковом сервисе Netflix. Слоган фильма: «Таинственный человек установил новый закон на Платформе, но разве можно вершить правосудие в аду? И кто будет следить за его соблюдением?».

## Сюжет
Вертикальный центр самоуправления — это антиутопическая тюрьма с уникальной структурой: 333-и этажа с шахтой в центре. Каждый день через эту шахту спускается Платформа, загруженная едой, останавливаясь на каждом уровне на две минуты. Заключённые на верхних этажах имеют первый доступ к еде, в то время как те, кто находится на нижних, рискуют умереть от голода. В конце каждого месяца заключённые случайным образом перераспределяются на новые этажи. Перед входом каждый заключённый проходит собеседование, ему разрешается выбрать блюдо, которое он будет есть каждый день, и взять с собой одну вещь.
Перемпуан (Милена Смит) пришла в Учреждение, испытывая горе из-за того, что её небрежность привела к смерти сына её тогдашнего жениха в результате несчастного случая. Изначально её помещают на 24-й этаж с Замятиным (Ховик Кеучкерян), вместе с которым она сталкивается с социальной динамикой тюрьмы. Среди заключённых существуют две фракции: Лоялисты, которые следуют установленным ими самими правилам есть только свою избранную еду или добровольно обмениваться ей, и Варвары, которые едят всё, что смогут забрать с Платформы. Робеспьер (Бастьен Угетто), лоялист с 23-го этажа, знакомит их с этой системой, утверждая, что она обеспечивает справедливое распределение еды.
Напряжение быстро нарастает, когда заключённые с более высоких этажей потребляют еду, предназначенную для других. Разгорается жестокий конфликт, который приводит к смертям и травмам. Перемпуан и Робеспьер объединяются, чтобы защитить свой этаж и поддерживать порядок. Во время этого хаоса они узнают о «Мастере» или «Мессии», мифической фигуре, которая якобы выжила месяц без еды с помощью медитации, а затем пожертвовала своей ногой, чтобы накормить обитателей нижних этажей. Его последователи, известные как Помазанники, распространяют его послание солидарности.
С течением дней Замятин и Перемпуан сближаются, делясь едой и личными историями. Замятин рассказывает, что он был математиком, который разочаровался в науке, в то время как Перемпуан намекает на трагическое прошлое, связанное с ребёнком своего бывшего жениха. Их зарождающиеся отношения прерываются, когда их переводят на 180-й этаж, до которого еда не доходит. Ослабевший Замятин в итоге жертвует собой, чтобы защитить Перемпуан от наказания за укрывательство.
В следующем месяце Перемпуан оказывается в паре с Сахабат (Наталия Тена) на 51-м этаже. Сахабат, у которой нет руки, рассказывает о своём мучительным опыте общения с Помазанниками, в частности, с их жестоким лидером по имени Дагин Баби (Оскар Хаэнада). Они узнают, что Дагин систематически убивает обвиняемых Варваров по всей тюрьме. Перемпуан присоединяется к группе повстанцев, чтобы противостоять ему. В результате приспешники Дагина ловят Перемпуан и в наказание лишают её руки, как это было ранее с Сахабат.

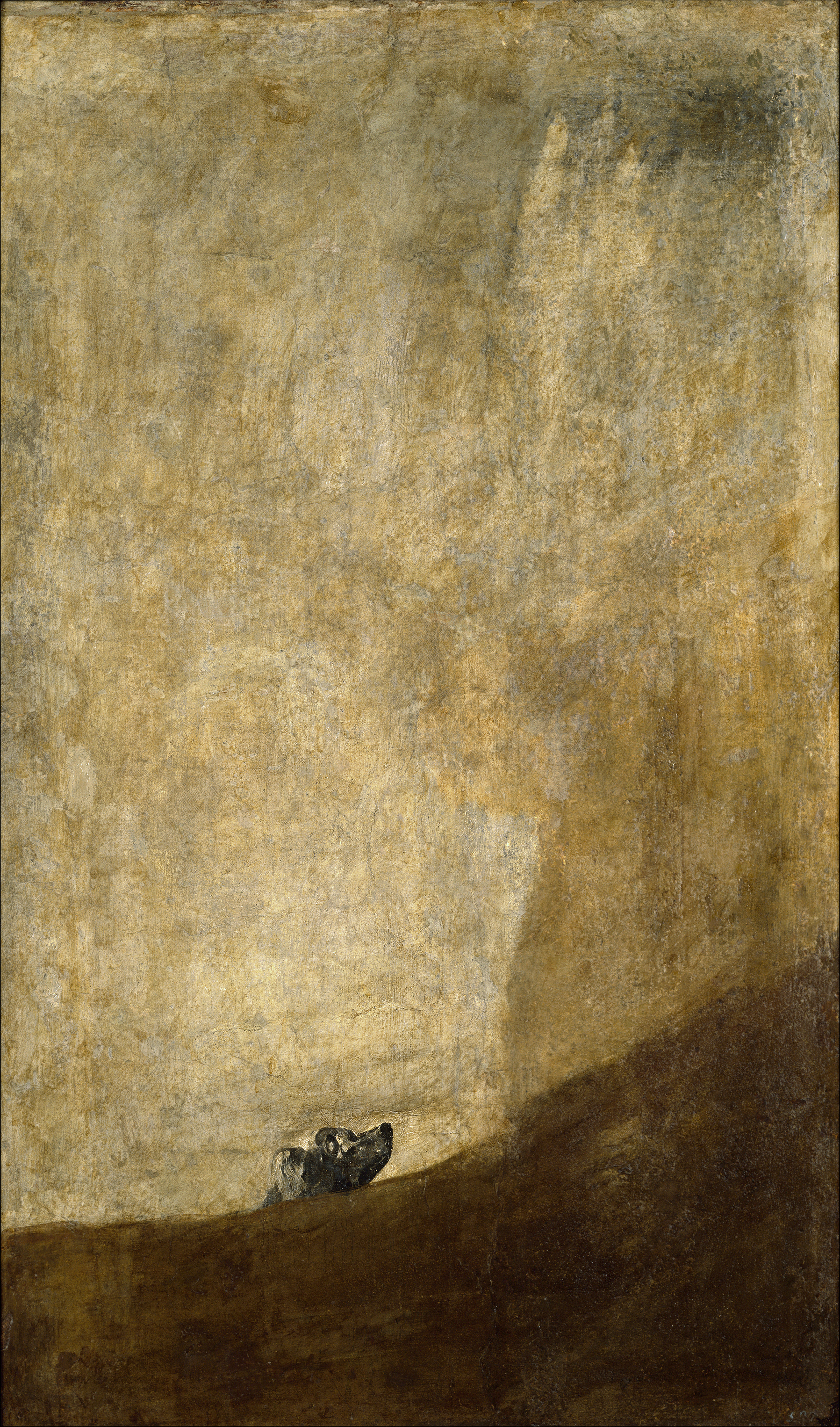
Картина Гойи «Собака» используется как сюжетный приём.

Сахабат раскрывает Перемпуан потенциальный план побега: нужно принять токсичное вещество, чтобы сымитировать фальшивую смерть в надежде, что их тела вынесут за пределы Учреждения. Она считает, что масляная картина, принесённая одним из заключённых, может помочь им в этой цели. Эта информация становится решающей для последующих действий Перемпуан.
В следующем месяце Перемпуан просыпается на 72-м этаже с новым сокамерником, Тримагаси (Сорион Эгилеор), чьим личным предметом является нож. Разочаровавшись в идеалах Лоялистов, Перемпуан набирает группу Варваров, якобы для того, чтобы бросить вызов Лоялистам, но на самом деле, чтобы они помогли ей найти картину, необходимую для побега. Начинается масштабная битва между Лоялистами во главе с Дагин Баби и группой Варваров Перемпуан. В результате этой кровавой бойни погибают все, кроме Перемпуан и Тримагаси. Девушка решает попытаться осуществить план побега и, съев масляную картину, теряет сознание.
Она просыпается среди трупов, от которых избавляются работники здания, и понимает, что находится на 333-м этаже. Здесь Перемпуан делает шокирующее открытие: Учреждение держит детей в качестве инструмента для манипулирования заключёнными, используя их как ложные символы надежды или для предотвращения попыток побега. Она пытается спасти мальчика, но терпит неудачу из-за гравитации, которая изменяется во время извлечения тел. История заканчивается тем, что Перемпуан оказывается на нижнем уровне шахты, отправляя мальчика наверх и оставаясь внизу, чтобы жить с другими выжившими. Во время титров показано, как со временем прибывают всё больше заключённых с детьми, что раскрывает циклическую и манипулятивную природу тюремной системы. Финальная сцена заканчивается сразу после окончания предыдущего фильма и показывает, как Перемпуан воссоединяется с Горенгом, который, как выясняется, является её бывшим женихом.

## Актёры
- Милена Смит[англ.] — Перемпуан[3]
- Ховик Кеучкерян — Замятин[3]
- Наталия Тена — Сахабат[4]
- Оскар Хаэнада — Дагин Баби[5]
- Сорион Эгилеор[англ.] — Тримагаси
- Антония Сан Хуан — Имогуири
- Иван Массаге[англ.] — Горенг
- Бастьен Угетто — Робеспьер

## Создание
В мае 2023 года Netflix сообщил о начале съёмок «Платформы 2», приквела фильма «Платформа». Режиссёром вновь стал Гальдер Гастелу-Уррутия, главные роли получили Милена Смит и Ховик Кеучкерян. «Мы стремимся расширить вселенную „Платформы“ за счёт развития сюжета, полного сюрпризов, испытаний, новых персонажей… и старых друзей. Мы хотим, чтобы вторая часть стала захватывающим путешествием, которое позволит нам отправиться в темноту, туда, куда мы боимся даже заглянуть», — сообщил Гастелу-Уррутия.

## Релиз
«Платформа 2» вышла 4 октября 2024 года на Netflix.

## Оценки
На Rotten Tomatoes у «Платформы 2» 42 % отзывов из 19 являются положительными, средняя оценка составляет 5,8/10. На Metacritic у фильма 46 баллов из 100 на основе 6 обзоров, что указывает на «смешанные или средние» отзывы.